# Calamita melanorabdotus
"Calamita" melanorabdotus é uma possível espécie de anfíbio da família Hylidae. Endêmica do Brasil, entretanto, a localização específica não é conhecida. Considerada por alguns pesquisadores como um nomen nudum.